# Томо (Хіросіма)
34°22′51″ пн. ш. 133°22′46″ сх. д. / 34.38083° пн. ш. 133.37944° сх. д.
То́мо (яп. 鞆町, ともちょう, МФА: [tomo t͡ɕoː]) — містечко в Японії, в повіті Нумакума префектури Хіросіма. Існувало протягом 1889—1956 років. 30 вересня 1956 року увійшло до складу міста Фукуяма. Становить особливий район Фукуями.

## Короткі відомості
Томо розташований на сході префектури, на березі моря Хіуті, складової Внутрішнього японського моря. Містечко займало територію південно-східної частини півострова Нумакума, островів Сенсуй та Хасірі. Південну частинну Томо омивають води затоки Томо (Томо-но-ура).
Назва містечка походить від японського слова «томо». В перекладі українською воно означає «нап'ясник» — шкіряний, схожий на кому, протектор, що використовувався під час стрільби з лука для захисту внутрішньої сторони зап'ястя від тятиви. За легендою Імператриця Дзінґу подарувала свій нап'ясник місцевому святилищу Нунакума, від якого цю місцевість стали називати Томо. За іншою гіпотезою, назва Томо походить від форми порту і затоки, що нагадує кому, яка японською звучить як «томое».
Томо відігравав роль стратегічно важливого транспортного пункту на Внутрішньому японському морі. В часи домінування на морі веслових і парусних цьому місці чекали зміни течії. Містечко оспівано в «Манйосю» поетом Отомо но Табіто. В середньовіччі воно було одним із головних портів сьоґунату Муроматі, центром поширення християнства. На центральній горі існував замок Томо, на руїнах якого збудовано Історико-етнографічний музей. В період Токуґави в містечку неодноразово приймали корейських послів та регіональних володарів, що прямували до Едо. До початку 20 століття тут діяв дім розпусти.
На території Томо знаходиться багато пам'яток історії та культури: монастирі Анкокудзі та Фукудзендзі, святилище Нунакума, скелястий острів Бендзайтен, будинки та порт раннього нового часу. З 18 століття Томо було центром виготовлення лікувального лікеру хомей, виробництво якого триває досі. Основою економіки містечка є рибальство і туризм.
У 20 столітті Томо став складовою Національного парку Внутрішнього японського моря. Район затоки і порту Томо, разом із островом Сендзуй, мають статус національного краєвиду Японії. В травні у колишньому містечку проводяться святкові лови червоного пагра. 
Порт Томо і сусідні острови був прототипом місцевості в анімаційному фільмі «Поньо на скелі» (2008) режисера Міядзакі Хаяо.